# Casa Clua (Horta de Sant Joan)
La Casa Clua és una obra amb elements gòtics de Horta de Sant Joan (Terra Alta) inclosa a l'Inventari del Patrimoni Arquitectònic de Catalunya.

## Descripció
Construcció d'origen gòtic força modificada. Tant la façana com els basaments són fets amb carreus de pedra. La porta principal, originàriament d'arc de mig punt, fou substituïda per una altra d'estil modern. Les finestres van passar a ser balcons i l'accés central fou canviat.
El conjunt és coronat per un ràfec de fusta treballada i coberta de teula a dues aigües. L'interior és totalment reformat.